# Seehorn (Diemtigtal)
Das Seehorn ⓘ (2281 m ü. M., durch Einheimische und auf den Karten von Swisstopo «Seehore» genannt) befindet sich im hinteren Teil des Diemtigtals, in den Berner Voralpen im Schweizer Kanton Bern.
Gegen Osten und Süden fällt der Kalkfels steil ab. Die Nord- und Westhänge sind leicht begehbar.
Vom Bergrestaurant Seeberg führt ein Weg, zuerst über Rinderweiden, dann durch einen lichten Bergwald mit Arven, Föhren und Fichten und zuletzt über zerklüftetes Kalkgestein zum Gipfel auf 2281 m. ü. M. Der Gipfel des Seehorns bietet eine Rundsicht auf die Berner Alpen, die Niesenkette, die Spillgerten, die Gantrischkette, das Stockhorn und den Seebergsee.

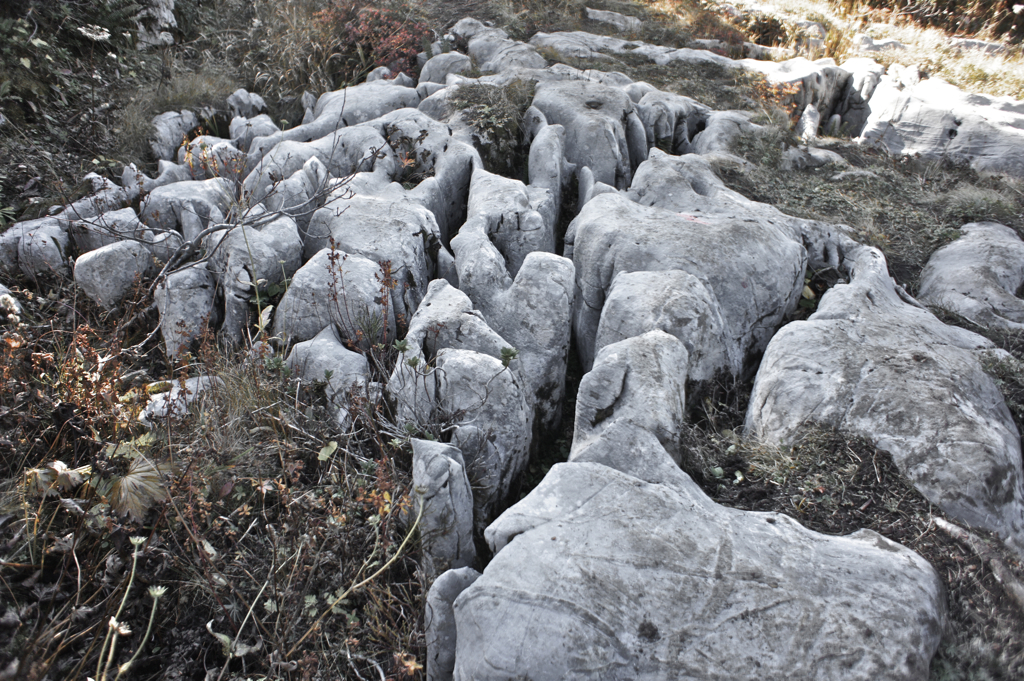
Zerklüftetes Kalkgestein (Karst)
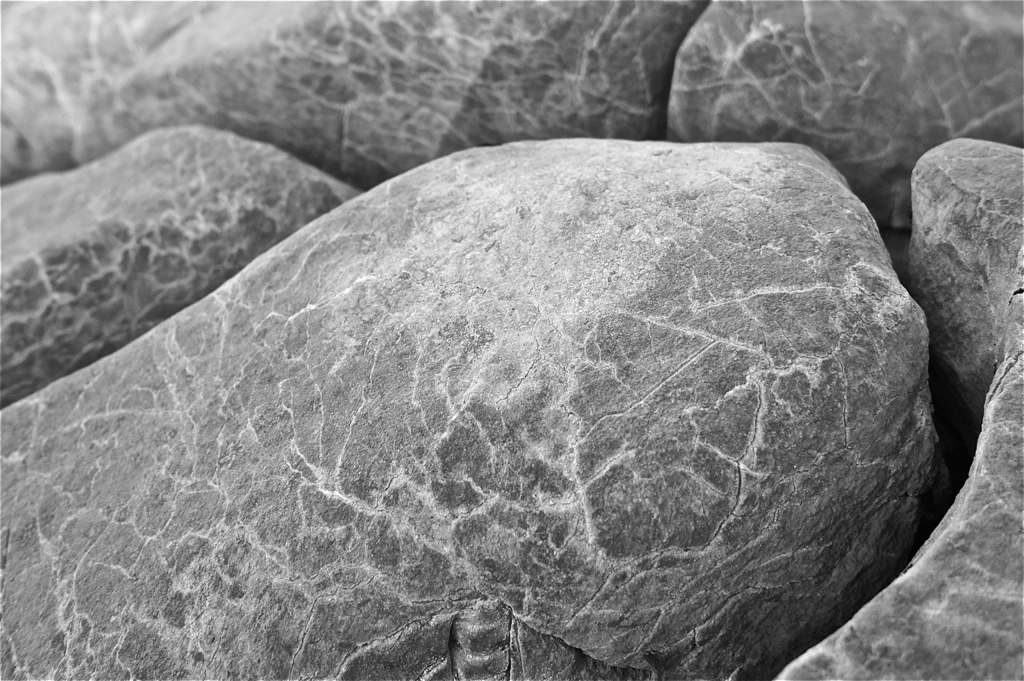
Karstformation
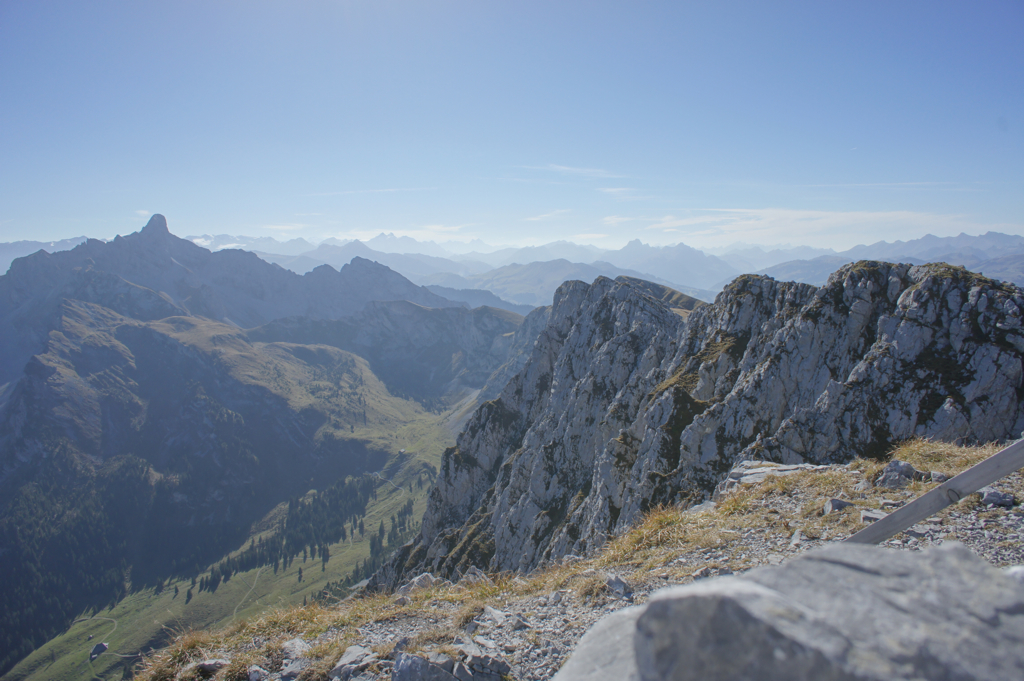
Ausblick vom Seehorn Richtung Spillgerte
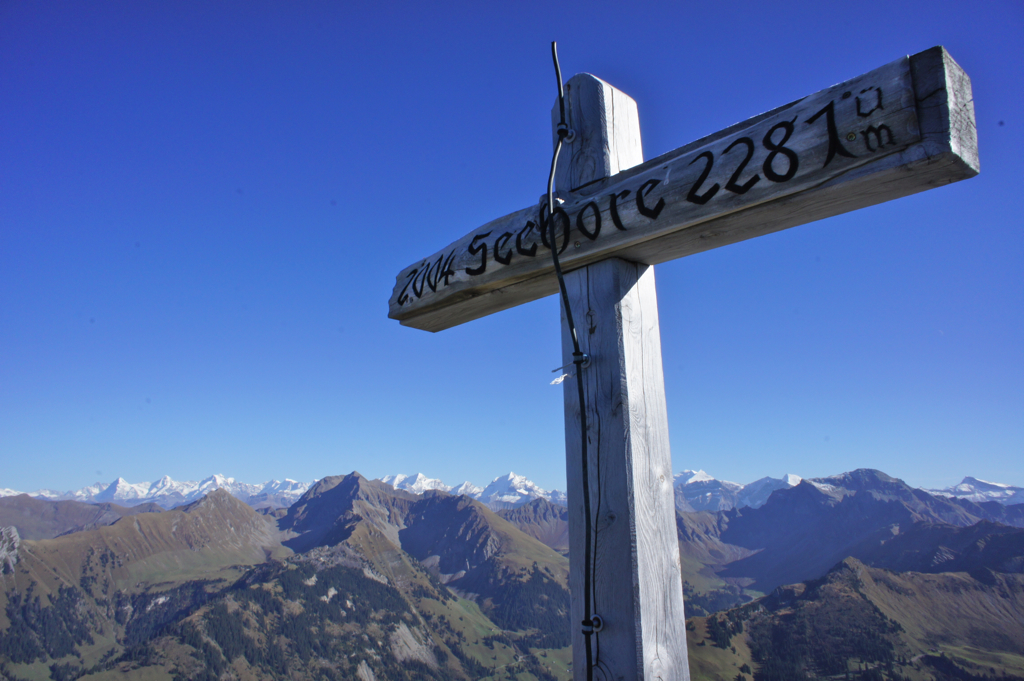
Gipfelkreuz auf dem Seehorn, mit Blick Richtung Berner Alpen
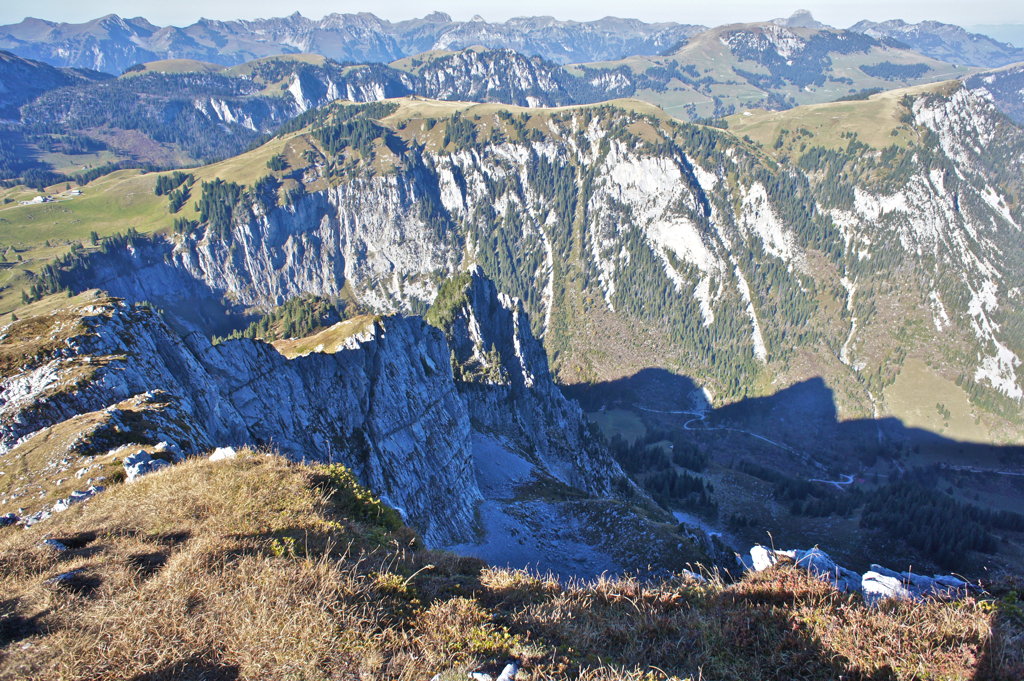
Seehorn – Ausblick Richtung Stockhorn und Gantrisch
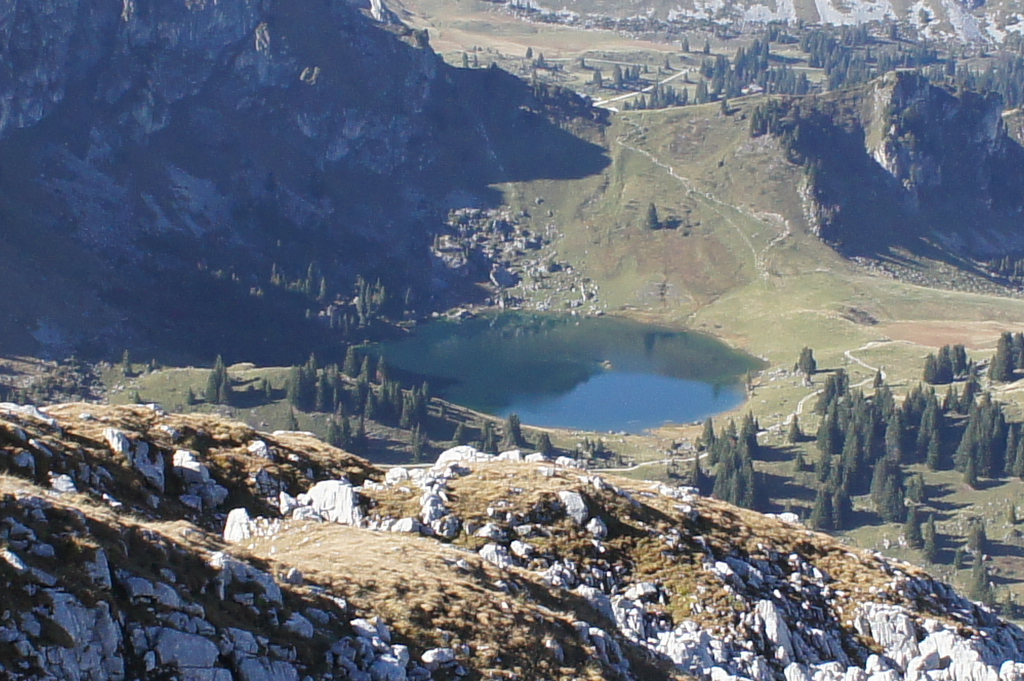
Blick zum Seebergsee
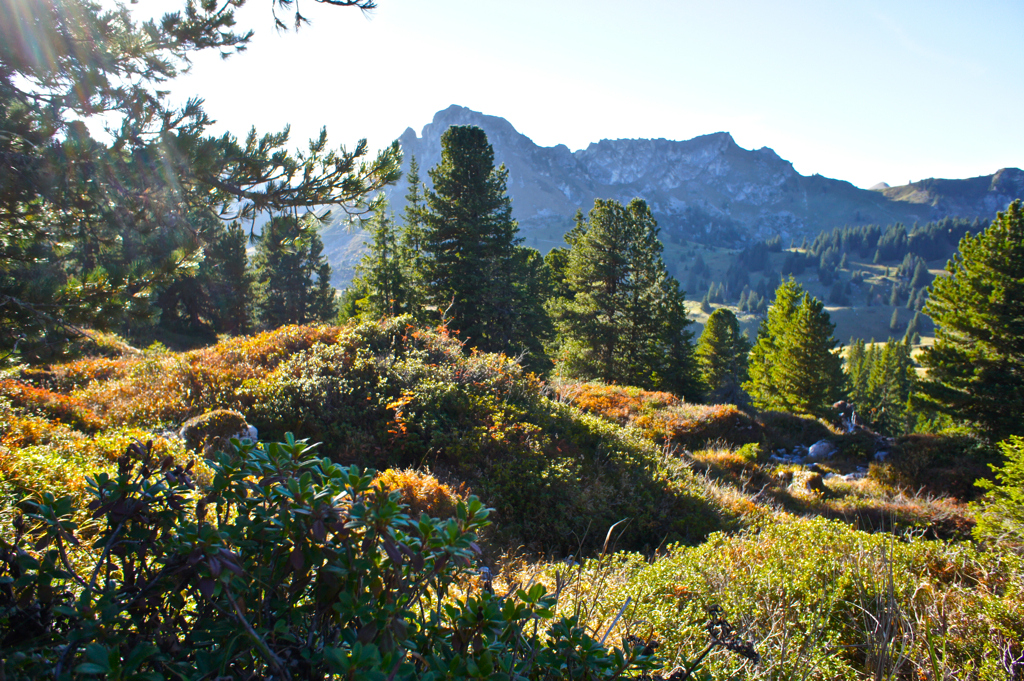
Wald am Seehorn mit Arven, Föhren und Fichten, Heidelbeeren und Rostblättrige Alpenrosen